# Liste bedeutender Schüler und Lehrer des Magdalenäum Breslau
Liste bedeutender Schüler und Lehrer des Magdalenäum Breslau:

## A
- Wilhelm Alter senior (1843–1918)
- Georg Graf von Arco (1869–1940)
- Johann Kaspar Arletius (1707–1784), Lehrer ab 1743, Rektor 1755–1761
- Felix Auerbach (1856–1933)
- Friedrich Auerbach (1870–1925)

## B
- Karl Bardt (1843–1915)
- Julius Baron (1834–1898)
- Carl Friedrich Eduard Bartsch (1802–1882)
- Fritz Beblo (1872–1947)
- Hugo Blümner (1844–1919), Lehrer 1867–1875
- Paul Bobertag (1813–1874)
- Heinrich Friedrich Philipp von Bockelberg (1802–1857)
- Guido Bodländer (1855–1904)
- Hans-Georg Boenninghaus (1921–2005)
- Peter Brieger (1898–1983)
- Oskar von Bülow (1837–1907)
- Friedrich Leopold Burchard (1809–1869)[1]
- Samuel von Butschky (1612–1678)

## C
- Andreas Calagius (1549–1609), Lehrer ab 1576
- Carl Caro (1850–1884)
- Georg von Caro (1849–1913)
- Eduard Cauer (1823–1881), Lehrer 1851–1863
- Hermann von Chappuis (1855–1925), Verwaltungsjurist, Abschluss 1873
- Ferdinand Julius Cohn (1828–1898)
- Hermann Cohn (1838–1906)
- Ludwig Adolf Cohn (1834–1871)
- Max Conrat (1848–1911)
- Siegfried Czapski (1861–1907)

## D
- Wilhelm Dames (1843–1898)
- Hans Dechend (1849–1932)
- Friedrich Dierig (1845–1931)
- Siegismund Dittmar (1759–1834)
- Hans Drexler (1895–1984), Studienreferendar 1924–1926
- Gustav Dzialas (1836–1887), Lehrer 1862–1873

## E
- Julius Ebbinghaus (1885–1981)
- Paul Ehrlich (1854–1915)
- Paul Ehrlich (1870–1943)
- Richard Ehrlich (1866–1942)
- Hermann Ludwig Eichborn (1847–1918)
- Gustav Eitner (1835–1905), Lehrer 1865–1873
- Moritz Elsner (1809–1894), Lehrer 1843–1851
- Adolf Engler (1844–1930), Lehrer 1866–1871
- Walter Ernst (1857–1928)

## F
- Ferdinand Fleck (1757–1801)
- Johannes Fleischer der Ältere (1539–1593), Lehrer 1583–1589
- Gotthard Fliegel (1873–1947)
- Karl Friedrich Flögel (1729–1788), Lehrer 1761–1762
- Otfrid Foerster (1873–1941)
- Richard Foerster (1843–1922), Lehrer 1866–1873
- Wilhelm Foerster (1832–1921)
- Wolfgang Frank (1871–1953), Konsularbeamter und Gesandter
- Alfred Frief (1836–1893)
- Gustav Theodor Fritsch (1838–1927)
- Georg Froböß (1854–1917)
- Johann Fulde (1718–1796)

## G
- Ludwig von Wäcker-Gotter (1833–1908)
- Peter Gaeffke (1927–2005)
- Andreas Galle (1858–1943)
- Hans Genehr (1874–1924)
- Friedrich von Gentz (1764–1832)
- Enoch Gläser (1628–1668)
- Themistocles Gluck (1853–1942)
- Karlheinz Goedtke (1915–1995)
- Paul Goetsch (1867–1932)
- Nicolaus Goldmann (1611–1665)
- Eberhard Gothein (1853–1923)
- Otto Gradenwitz (1860–1935)
- Max Grube (1854–1934)
- Karl Heinrich Ferdinand Grünig (1781–1846)
- Christian Gryphius (1649–1706), Rektor 1686–1706
- Friedrich Günsburg (1820–1859)

## H
- Elkan Markus Hahn (1781–1841), Lehrer 1815–1834
- Ludwig Ernst Hahn (1820–1888)
- Johann Christian Hallmann (1640–1716)
- Ferdinand Graf Harrach (1832–1915)
- Georg Heimann (1864–1926), Bankier
- Otto Heine (1832–1906), Direktor 1870–1883
- Martin Helwig (1516–1574), Lehrer ab 1552, Moderator 1560–1574
- Johann Timotheus Hermes (1738–1821), Lehrer 1771–1775
- Christof Heyduck (* 1927)
- Ernst Heymann (1870–1946)
- Arnold Hirt (1843–1928)
- Carl Hintze (1851–1916)
- Christian Hölmann (1677–1744)
- Konstantin zu Hohenlohe-Schillingsfürst (1828–1896)
- Karl von Holtei (1798–1880)
- Georg Honigmann (1863–1930)

## K
- Karl August Timotheus Kahlert (1807–1864)
- Max Kalbeck (1850–1921)
- Friedrich Kayssler (1874–1945)
- Gustav Adolf Kenngott (1818–1897)
- Walter Kern (1860–1918)
- Ludwig Kiepert (1846–1934)
- Oskar von Kirchner (1851–1925)
- Martin Kirschner (1842–1912)
- Cäsar Albano Kletke (1805–1893)
- Karl Heinrich Klingert (1760–1828)
- Samuel Benjamin Klose (1730–1798)
- Richard Koebner (1885–1958)
- Franz Adrian Köcher (1786–1846), Lehrer ab 1817
- August Kopisch (1799–1853)
- Franz Max Albert Kramer (1878–1967)
- Richard Kroner (1884–1974)
- Friedrich Karl Hermann Kruse (1790–1866)
- Ernst Küster (1874–1953)
- Quirinus Kuhlmann (1651–1689)

## L
- Franz Landsberger (1883–1964)
- Ernst Laqueur (1880–1947)
- Ferdinand Lassalle (1825–1864)
- Heinrich Lauterbach (1893–1973)
- Peter Lengsfeld (1930–2009)
- Rudolf Leubuscher (1821–1861)
- Ludwig Lichtheim (1845–1928)
- Ferdinand Gustav Lindner (1833–1893), Lehrer 1859–1867
- Fritz Linder (1912–1994)
- Konrad Linder (1884–1963)
- Daniel Caspar von Lohenstein (1635–1683)
- Richard Lucke (1858–1928), Verwaltungsjurist
- Georg Lunge (1839–1923)

## M
- Michael Morgenbesser (1714–1782)
- Johann Kaspar Friedrich Manso (1759–1826)
- Oskar Maretzky (1881–1945)
- Heinrich Maschke (1853–1908)
- Wilhelm Mattersdorff (1872–1946)
- Karl Mayhoff (1841–1914), Lehrer 1866–1869
- Ferdinand Meister (1828–1915), Lehrer 1861–1899
- August Meitzen (1822–1910)
- Arnold Oskar Meyer (1877–1944)
- Oscar Meyer (1876–1961)
- Ludwig Milch (1867–1928)
- Julius Milde (1824–1871)
- Karl Mittelhaus (1877–1946)
- Ambrosius Moibanus (1494–1554)
- Adolf Moller (1840–1912), Direktor 1884–1911
- Christian Morgenstern (1871–1914)
- Heinrich Mühlpfort (1639–1681)
- Karl Otfried Müller (1797–1840)
- Otto Mugdan (1862–1925)

## N
- Albert Neisser (1855–1916)
- Hermann Neufert (1858–1935), pädag. Probejahr 1884/85
- Caspar Neumann (1648–1715)
- Johannes Neunherz (1653–1737), Schüler von 1670 bis 1673

## O
- Walter Odersky (* 1931)
- Eduard Maria Oettinger (1808–1872)
- Martin Opitz (1597–1639)

## P
- Karl Friedrich Passow (1798–1860)
- Rudolf Peiper (1834–1898), Lehrer 1861–1898
- Nicolaus Peucker (1620–1674)
- Eduard von Peucker (1791–1876)
- Richard Pischel (1849–1908)
- Hans Heinrich XV. Fürst von Pless (1861–1938)[2]
- Felix Priebatsch (1867–1926)
- Alfred Pringsheim (1850–1941)
- Ernst Pringsheim senior (1859–1917)
- Curt von Prittwitz und Gaffron (1849–1922)

## R
- Ernst Eduard vom Rath (1909–1938)
- Paul von Ravenstein (1854–1938)
- Paul Friedrich Reichel (1858–1934)
- Eduard von Reichenbach (1812–1869)
- Richard Reitzenstein (1861–1931)
- Ernst Julius Remak (1849–1911)
- Heinrich Rettig (1859–1921)
- Friedrich Wilhelm Riemer (1774–1845)
- Gottlieb Ringeltaube (1732–1824)
- Robert Rößler (1838–1883)
- Werner Wolfgang Rogosinski (1894–1964)
- Heinrich Rosin (1855–1927)
- Johann Andreas Rothe (1688–1758)

## S
- Alexander Sadebeck (1843–1879), Sohn von Moritz Sadebeck
- Moritz Sadebeck (1809–1885), Lehrer 1833–1866
- Richard Sadebeck  (1839–1905), Lehrer und Botaniker; Sohn von Moritz Sadebeck
- Heinrich von Salisch (1846–1920)
- Peter Samuel Schilling (1773–1852), Lehrer 1798–1843
- Heinrich Ferdinand Scherk (1798–1885)
- Herbert Schmeidler (1889–1955)
- Hermann Seydel (1869–1942), Jurist[3]
- Auguste Schmidt (1833–1902)
- Carl Gottlob Schönborn (1803–1869), Direktor 1834–1869
- Karl Schönborn (1840–1906)
- Friedrich Schottky (1851–1935)
- August Schultz (1852–1889)
- Hans Lothar von Schweinitz (1822–1901)
- Adalbert Seipolt (1929–2009)
- Max Semrau (1859–1928)
- Felix Skutsch (1861–1951)
- Georg Snay (1862–1930)
- Daniel Speer (1636–1702)
- Fritz Stern (1926–2016)
- Rudolf Sturm (1841–1919)

## T
- Heinrich August Ferdinand Thilo (1807–1882)
- August Tholuck (1799–1877)
- Emil Tietze (1845–1931)
- Oscar Troplowitz (1863–1918)

## U
- Rudolf von Uechtritz (1838–1886)

## V
- Gabriel Gustav Valentin (1810–1883)
- Walter Volkmann (1857–1909), Lehrer 1881–1909
- Christian Wilhelm Volland (1682–1757)
- Herbert Volwahsen (1906–1988)

## W
- Ludwig von Wäcker-Gotter (1833–1908)
- Egmont Websky (1827–1905)
- Wilhelm Wegehaupt (1845–1917), Lehrer 1868–1878
- Karl Weigert (1845–1904)
- Thomas Weinrich (1588–1629), lutherischer Theologe
- Carl Wernicke (1848–1905)
- Max Westram (1856–1922)
- Jost Wiedmann (1931–1993)
- Christian Wolff (1679–1754)
- Adolf Wuttke (1819–1870)
- Heinrich Wuttke (1818–1876)

## Y
- Paul Yorck von Wartenburg (1835–1897)

## Z
- Gerhard Zeggert (1896–1977)
- Carl Johann Christian Zimmermann (1831–1911)
- Dietmar Zoedler (1921–2018)
- Johannes Hermann Zukertort (1842–1888)